# Zwinglihaus (Zürich)

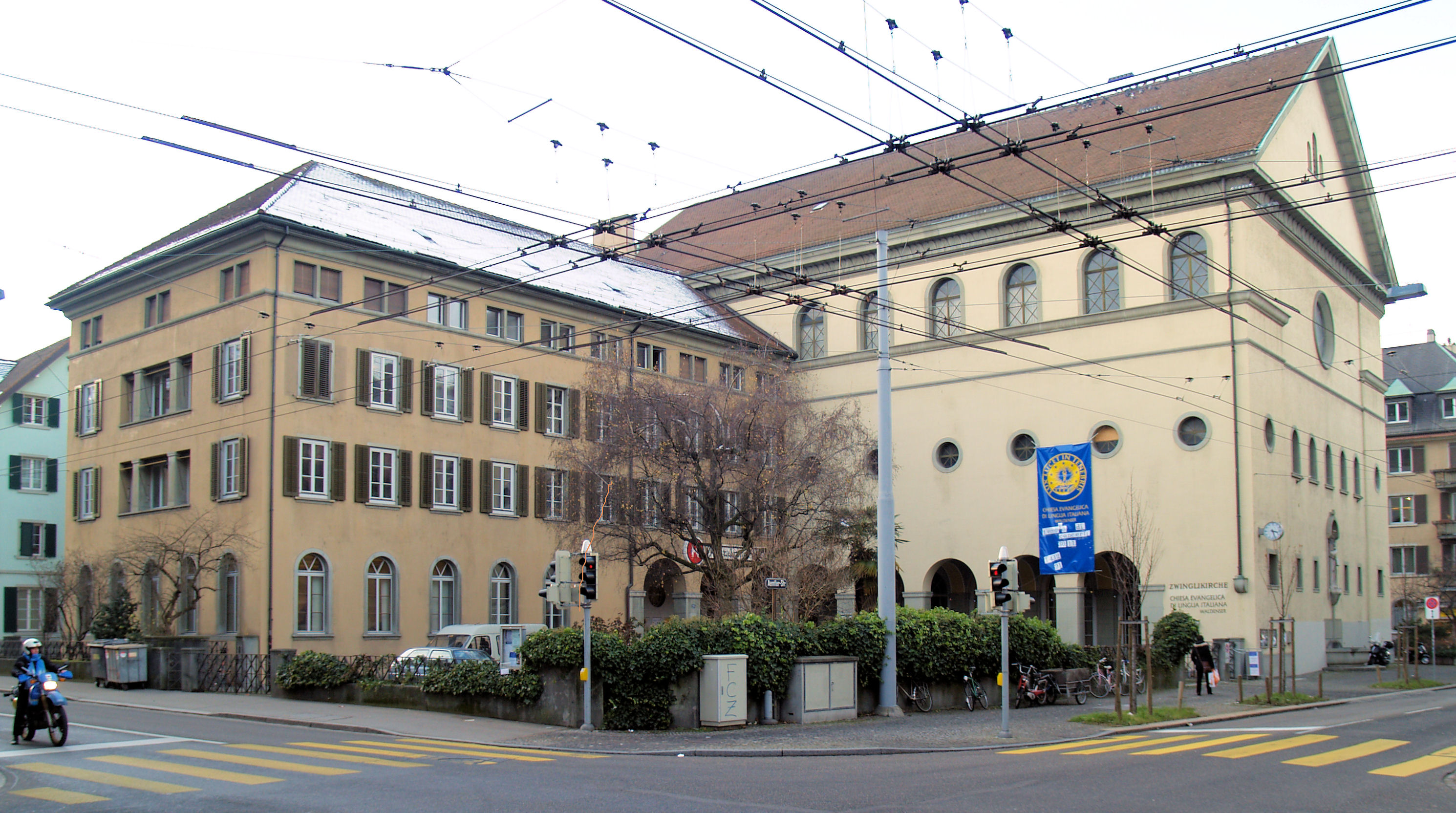
Zwinglihaus

Das Zwinglihaus ist eine turmlose evangelisch-reformierte Kirche an der Aemtlerstrasse 23 im Stadtteil Wiedikon in Zürich. Sie wird von der reformierten Waldensergemeinde von Zürich, der Chiesa evangelica di lingua italiana, verwendet.

## Baugeschichte
Nachdem die einst eigenständige Gemeinde Wiedikon ab der Mitte des 19. Jahrhunderts rasant wuchs und 1893 durch die Eingemeindung zu einem Stadtkreis von Zürich geworden war, wurde das Schul- und Bethaus Wiedikon aus dem Jahr 1791 für die reformierte Kirchgemeinde rasch zu klein und im Jahr 1896 durch den Neubau der Kirche Bühl ergänzt. Um den kinderreichen Familien im Quartier Sihlfeld nahe zu sein, entschloss sich die Kirchgemeinde Wiedikon in den 1910er Jahren, eine weitere Kirche zu errichten. 1915 erfolgte ein Architekturwettbewerb, in dem sich die Jury aus den 84 eingereichten Projekten für dasjenige der Gebrüder Adolf und Heinrich Bräm entschied, welche in Wiedikon aufgewachsen waren. 1925 erfolgte der Bau der Kirche, vier Jahre nach der Errichtung der benachbarten katholischen Kirche Herz Jesu Wiedikon.

## Baubeschreibung
Die Kirche ist ein neuromanisch-neuklassizistischer Bau, an dem rechtwinklig das Kirchgemeindehaus angebaut ist. Die Kirche hebt sich vom angebauten Kirchgemeindehaus deutlich ab und dominiert mit seinem als klassizistischer Tempel gestalteten Äusseren die Ecke zwischen der Kalkbreite- und der Aemtlerstrasse. Zwischen den beiden Gebäudetrakten befindet sich ein Kirchplatz, der von den Strassen durch eine Umfassungsmauer samt schmiedeeisernem Zaun abgegrenzt wird. In der Mitte der Kirchenfront an der Aemtlerstrasse befindet sich in einer Nische über einem halbrunden Brunnen eine Statue von Huldrych Zwingli, dem Namensgeber der Kirche, sie wurde von Otto Kappeler gestaltet. 
Die Kirche wurde im Gebäude in das obere Stockwerk eingebaut. Es handelt sich um einen dreischiffigen, durch Rundbogenarkaden gegliederten Raum auf rechteckigem Grundriss. Der Chorbereich befindet sich im Südwesten, eine Vorhalle wurde der Kirche im Nordosten angegliedert. Der Haupteingang ist im Norden, wo Kirche und Kirchgemeindehaus aufeinander treffen. Zu allen vier Seiten besitzt die Kirche Emporen. Strukturiert wird der Raum durch Sandsteinpfeiler mit romanisierenden Kapitellen, ferner durch die Kanzel, eine korbbogig vortretende Orgelempore sowie durch eine dunkle Balkendecke. Zur Innenausstattung gehören eine Engelfigur von Paul Bodmer an der Hochschiffwand sowie Malereien im Hochschiff, welche  Szenen aus dem Neuen Testament thematisieren und von Hermann Huber, Reinhold Kündig (Jüngstes Gericht) und Carl Roesch (Eckbilder) stammen. Die Glasmalereien wurden von Otto Meyer-Amden, die Kapitellenplasik von Otto Kappler gestaltet. 
Das Bauwerk ist denkmalgeschützt und wird als kantonal schützenswert eingeordnet (mittlere der drei Stufen). Die Kirche gehört heute dem reformierten Stadtverband.

## Orgeln
Das Zwinglihaus verfügt über zwei Orgeln: ein Instrument aus dem Jahre 1924, das von den Orgelbauern Kuhn und Max Maag erbaut bzw. verändert worden war und heute unspielbar auf der Chorseite über der Kanzel steht. Die zweite Orgel ist funktionstüchtig und wurde 1986 von dem Orgelbauer Metzler erbaut. 

### Kuhn-Orgel von 1924
1924 wurde die ältere der beiden Orgeln als pneumatische Taschenladenorgel durch Carl Theodor Kuhn, Männedorf erbaut. Das Instrument besass ursprünglich 42 Register auf 3 Manualen samt Pedal. Die Orgel wurde 1940 durch die Erbauerfirma revidiert und auf 3 Manuale mit 51 klingenden Registern erweitert. 1971 erfolgte der Umbau des Instruments durch Orgelbau Maag, Zürich. Die Traktur wurde hierbei elektrifiziert und das Instrument erhielt die typischen Maag-Ventile (Solenoid-Ventile). Die Orgel hatte nun 48 klingende Register plus 23 Auszüge/Transmissionen auf 3 Manualen und Pedal, das ergibt 71 Registerzüge am Spieltisch. Die neu konzipierte Orgel wurde im Gehäuse und hinter dem unveränderten Prospekt der Kuhn-Orgel von 1924 aufgebaut. Das Instrument war jedoch bereits 1979 wegen technischer Mängel unspielbar geworden. Mehrere Gutachten bescheinigten, dass die Orgel nicht mehr, bzw. nur mit sehr hohen Kosten wieder hätte hergestellt werden können. Deshalb wurde die Multiplex-Orgel durch die Metzler-Orgel von 1984 ersetzt, welche auf der gegenüberliegenden Seite aufgebaut wurde. Die Kuhn- bzw. Maag-Orgel blieb im unspielbaren Zustand unverändert stehen.

### Metzler-Orgel von 1984
Die Metzler-Orgel ist ein Schleifladen-Instrument mit 36 Registern auf drei Manualen und Pedal und ist im neobarocken Stil disponiert. Die Spiel- und Registertrakturen sind mechanisch. In den Jahren 1999 und 2006 wurde das Instrument durch die Erbauerfirma revidiert.
| I Schwellwerk C–g3 |        |
| Holzflöte          | 8′     |
| Salicional         | 8′     |
| Suavial            | 8′     |
| Principal          | 4′     |
| Gemshorn           | 4′     |
| Nasard             | 2 ⁄3′  |
| Doublette          | 2′     |
| Mixtur IV          | 2′     |
| Terz               | 1 3⁄5′ |
| Schalmey           | 8′     |

| II Hauptwerk C–g3 |       |
| Bourdon           | 16′   |
| Principal         | 8′    |
| Rohrflöte         | 8′    |
| Viola             | 8′    |
| Octave            | 4′    |
| Nachthorn         | 4′    |
| Quinte            | 2 ⁄3′ |
| Superoctave       | 2′    |
| Mixtur IV         | 1 ⁄3′ |
| Trompete          | 8′    |

| III Brustwerk C–g3 |       |
| Gedackt            | 8′    |
| Principal          | 4′    |
| Rohrflöte          | 4′    |
| Sesquialtera II    |       |
| Flageolet          | 2′    |
| Larigot            | 1 ⁄3′ |
| Cimbel III         | 1′    |
| Regal              | 8′    |

| Pedalwerk C–f1 |       |
| Principal      | 16′   |
| Subbass        | 16′   |
| Octavbass      | 8′    |
| Bourdon        | 8′    |
| Octave         | 4′    |
| Mixtur IV      | 2 ⁄3′ |
| Posaune        | 16′   |
| Trompete       | 8′    |

- Koppeln: II/I, II/III, I/P, II/P
- Spielhilfen: Orgeltritt Wechsel-Pleno